# Popinée
Espèce
La popinée (Parribacus caledonicus) est une espèce de cigales de mer, que l'on ne trouve qu'en Nouvelle-Calédonie, en Australie, au Vanuatu, aux îles Fidji et aux îles Samoa. C'est un crustacé comestible de la famille des Scyllaridae. 

## Homonymie
Les femmes mélanésiennes sont parfois appelées popinées.
La robe mission, portée traditionnellement par les femmes kanak depuis l'époque missionnaire, est aussi appelée robe popinée.

## Galerie

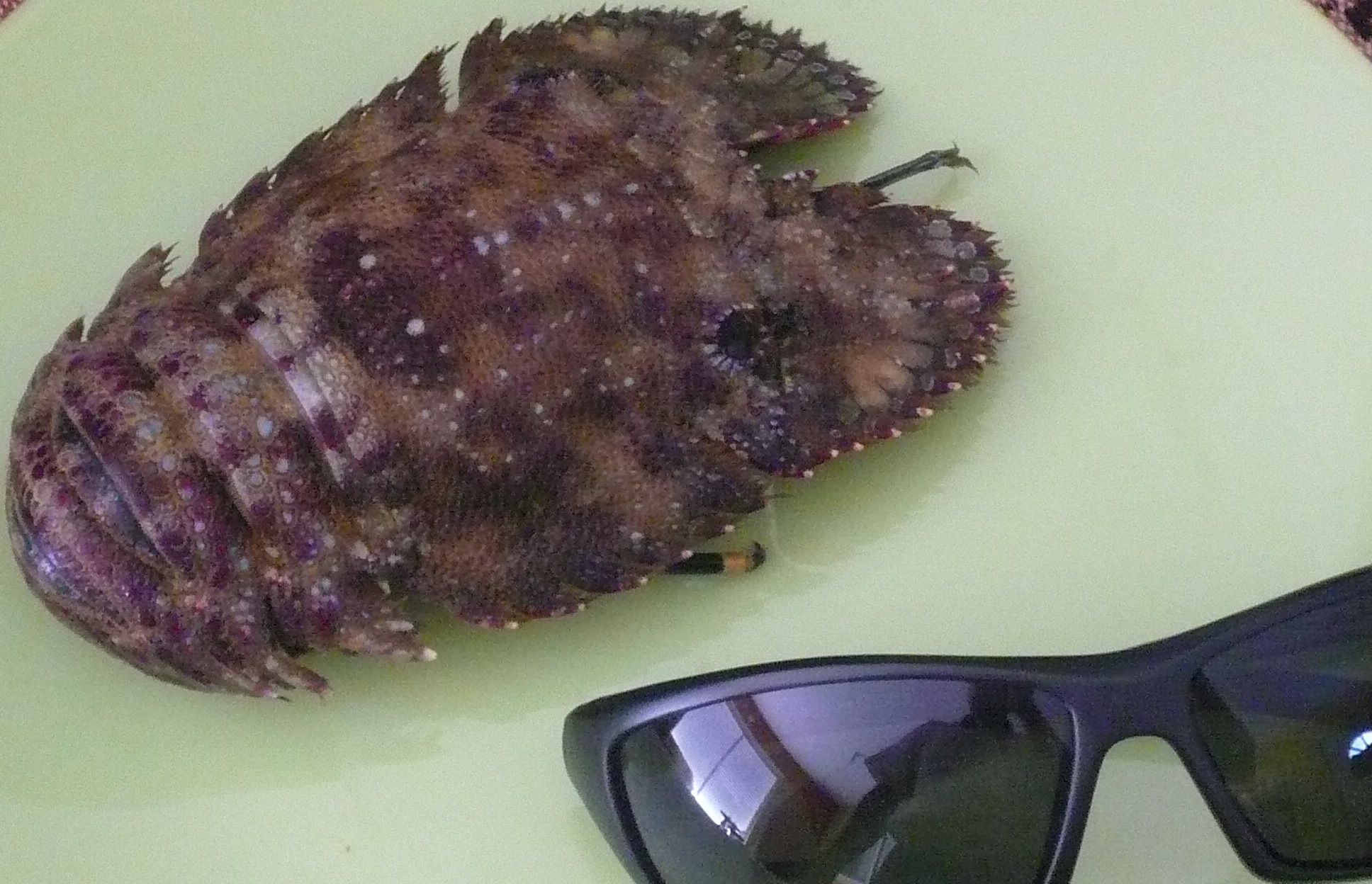
Une popinée à côté de lunettes (pour l'échelle)
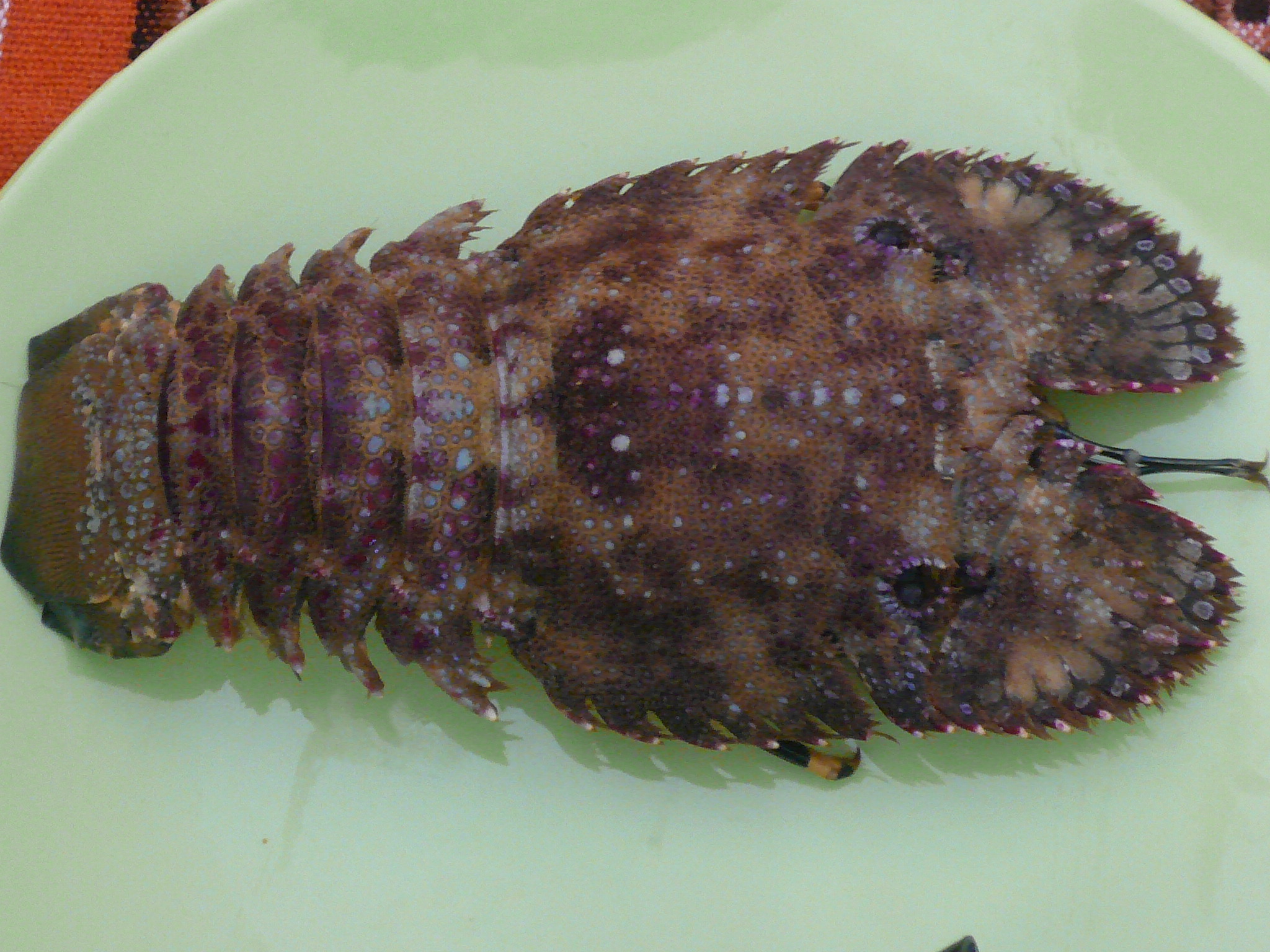
La même popinée avec la queue dépliée
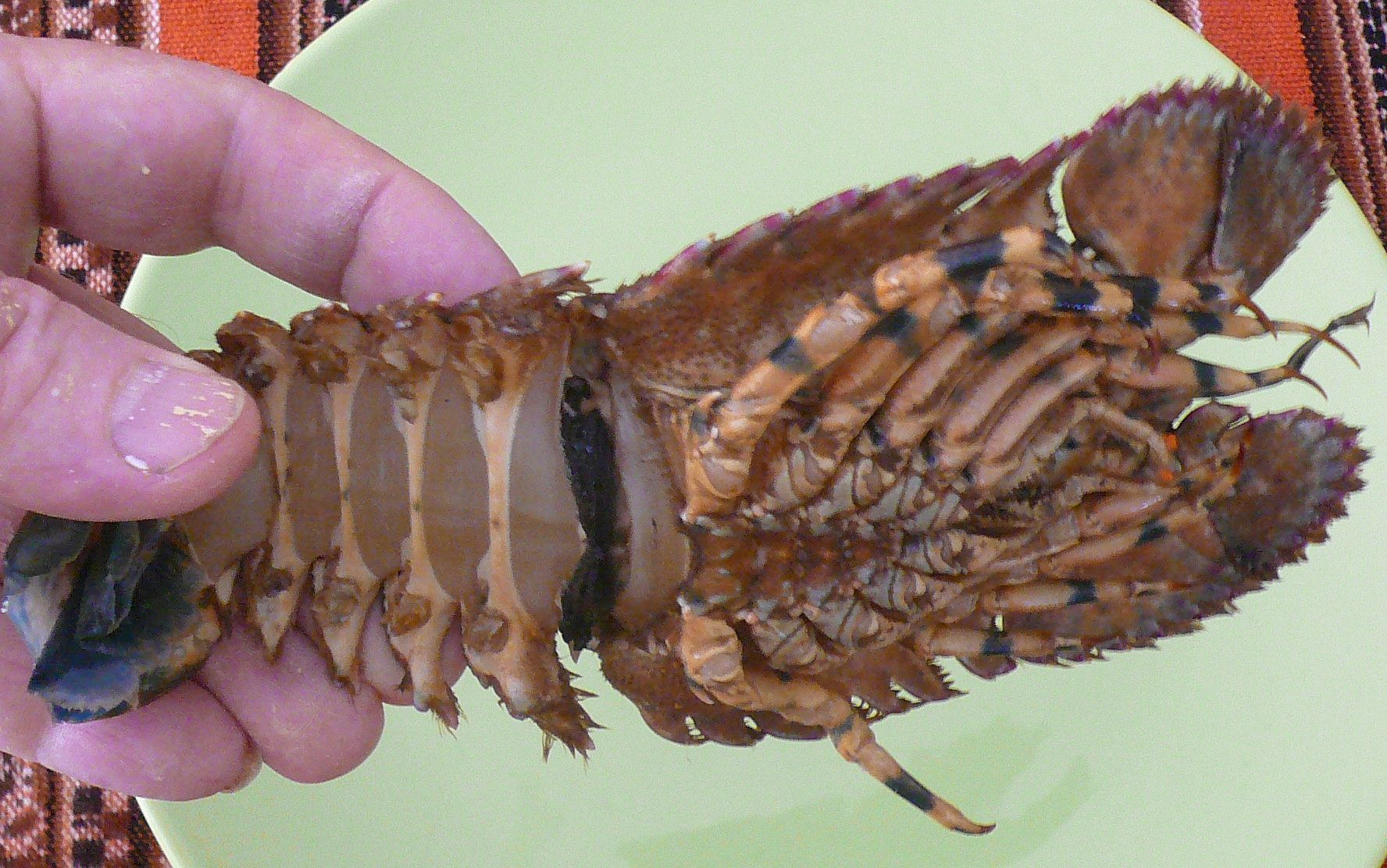
La même vue de dessous
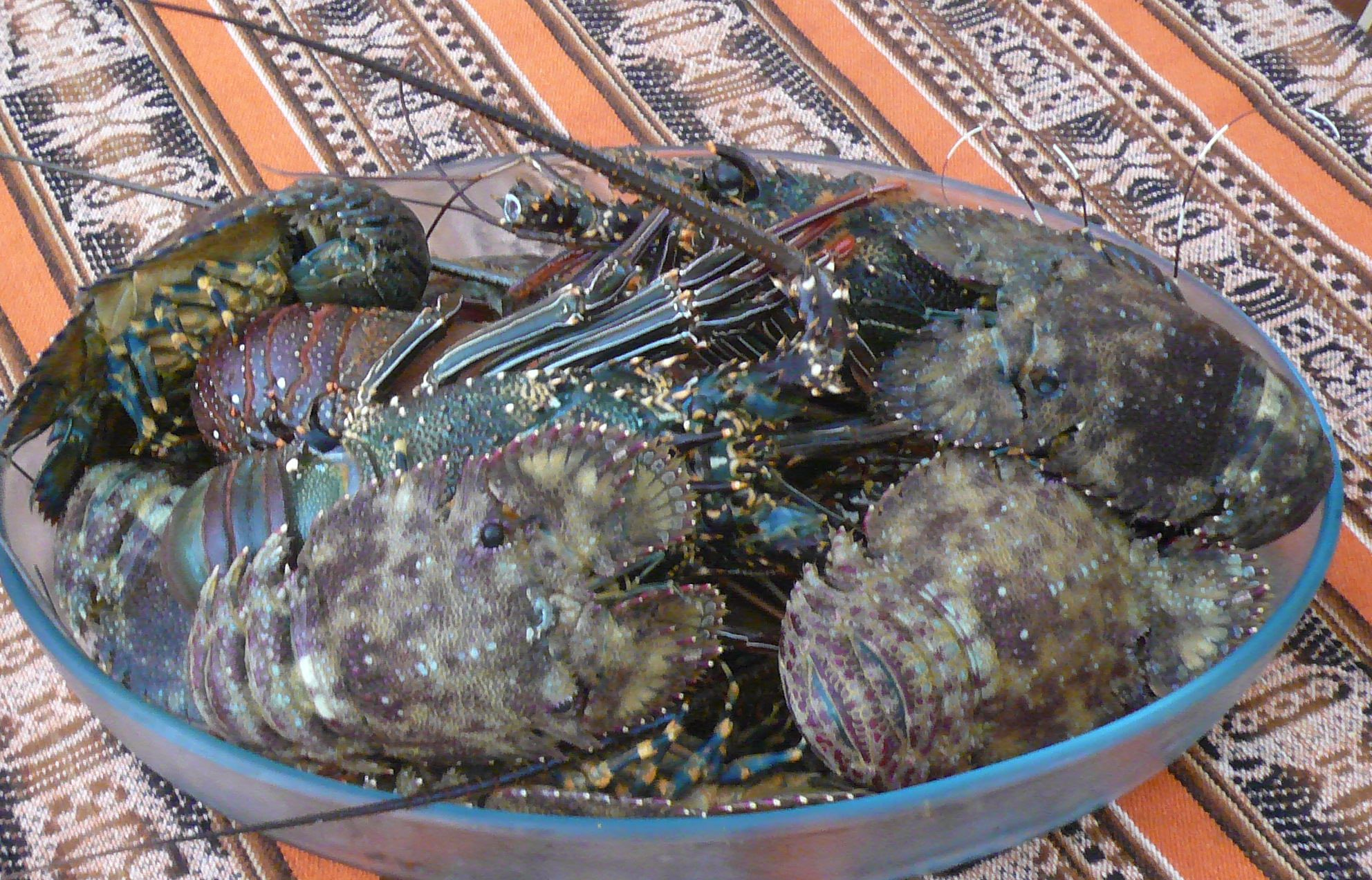
Popinées avant cuisson avec une langouste